# Albeos
Albeos (oficialmente San Xoán de Albeos) es una parroquia española del municipio de Creciente, perteneciente a la provincia de Pontevedra, en la comunidad autónoma de Galicia.

## Toponimia
La parroquia puede aparecer referida como «Albeos», «San Juan de Albeos» y «San Xoán de Albeos».

## Historia
Hacia mediados del siglo XIX, la parroquia, ya por entonces perteneciente a Creciente, tenía contabilizada una población de 700 habitantes. Aparece descrito en el primer volumen del Diccionario geográfico-estadístico-histórico de España y sus posesiones de Ultramar de Pascual Madoz con las siguientes palabras:

ALBEOS (S. Juan de): felig. en la prov. de Pontevedra (8 leg.), dióc. de Tuy (6), part. jud. de Cañiza (1 1/2), y ayunt. de Creciente (1/4): sit. en la frontera de Portugal, y aunque dominada por los vientos N. y vendabal, su clima es templado y sano sin esperimentarse otras enfermedades que las muy comunes. Comprende los l. y ald. de Beira-do-Rio, Boavista, Caman, Campo, Carballeiras, Carballosa ó Ramollosa, Cazapal, Costa, Lama, Moinos ó Molinos, Mosteiro, Outeiro, Paradela, Pazo, Perdigon, Portela, Regalada, Sta. Marta, Uzcira, Vilapid y Zeo que reunen 220 casas y varias y buenas fuentes, pero no hay escuela y los niños y niñas concurren á la establecida en Villar, en donde cada padre paga la edúcacion de sus hijos. La igl. parr. (S. Juan), está servida por un cura denominado abad, que presenta el mismo pueblo: hay una ermita en el l. de Sta. Marta que es su advocacion y otra en el l. de Mosteiro, cuya capilla es la que sirvió de igl. al monast. de S. Pelagio, mandado edificar por Ermigio, ob. de Tuy, en honra del martirio que sufrió su sobrino (S. Pelagio) entregado al rey moro de Córdoba en rescate de su tio: este monast. estuvo habitado por las monjas benedictinas trasladadas á la c. de Santiago, á causa de las guerras con Portugal, y se conocen con el nombre de monjas de S. payo. El térm. confina al N. con el de Cañiza, con el de Melgazo en Portugal, interpuesto el Miño: por S. con Creciente y por O. á una leg. con la felig. de S. Miguel de Cequeliños del ayunt. de Arbo: le baña el indicado Miño á cuyo r. se une el Ribadil, que baja de N. á S. El terreno es fértil y los montes se hallan poblados de pinos á esecpcion del sit. junto á Zeo. Los caminos son muy medianos, tanto el que va á Tuy por Arbo, despues de pasar el puente de Mouretan, como el que por el puente de Ribadil se dirije á Creciente, Filgueira, Ribadavia y Orense. El correo se recibe en la Cañiza los lúnes y viernes: prod. maiz, vino, centeno, habas y lino: cria ganado de varias clases, prefiriendo el vacuno: hay caza de perdices, conejos y liebres, y pesca de lampreas, salmones, sabalos y truchas: su ind. es la agrícola, varios molinos harineros y algunos artesanos: su comercio la esportacion de vinos y sobrante de las cosechas: pobl. 220 vec.: 700 alm.: contr. con su ayunt. (V.). Por tradicion se cree en esta felig. que S. Pelagio, de quien se ha hecho mérito, fué natural del l. de Carballosa ó Ramallosa, de la familia de los Acuñas, cuyo apellido no existe ya en la parr.
(Madoz, 1845, pp. 311-312)

En 2022, tenía empadronados 394 habitantes.

## Patrimonio
Hay en la parroquia una iglesia de San Juan.